# Чаталджанско примирие
Чаталджанските примирия са двете договорености в Балканската война за спиране на военните действия – първата от 20 ноември 1912 г. (н. ст. 3 декември) спазвана до 23 януари 1913 и втората от 31 март 1913 г. влязла в сила на следващия ден 1 април и спазвана до прогонването на тракийските българи при турската инвазия започнала на 29 юни 1913 г. през Междусъюзническата война.

## Първо Чаталджанско примирие – 1912
Първото Чаталджанско примирие е сключено на 20 ноември (3 декември по нов стил) 1912 г. между България, Сърбия и Черна гора от една страна, и Османската империя от друга, по време на Първата балканска война. Дължи названието си на градчето Чаталджа в Източна Тракия, покрай което минава фронтовата линия между българските и османските войски.

### Предпоставки
Османското правителство иска прекратяване на огъня още в края на октомври, непосредствено след поражението на турските войски в Люлебургаско-Бунархисарската операция. Първоначално цар Фердинанд I пренебрегва това, но се съгласява да преговаря след като българското настъпление е спряно при Чаталджа. Посредник между двете страни е руският посланик в Цариград.

### Ход на преговорите
На 11 ноември (ст. ст.) в 14ː30 ч. парламентьор на Назъм паша се явява при предните постове на 1-ва софийска дивизия. Договорено е срещата по примирието да стане на следващия ден 12 ноември 1912 г. в 13 ч. в село Плая (Бакчи кьой), стоящо в неутралната зона пред българските части на малък полуостров при залива Боюкчекмедже на Мраморно море, на южния край на Чаталджанската позиция пред турските войски, държащи отсрещното през полуострова село Хастане махалеси.
- На 12 ноември в определения час османската делегация се явява в село Плая, разположено на западния бряг на залива Бююкчекмедже, съпроводена от ескадрон български конници. Българските пълномощници домакини ги посрещат пред къщата, в която са отседнали.[2] По предварителна уговорка между балканските съюзници българските делегати Стоян Данев, генералите Михаил Савов и Иван Фичев представляват и интересите на Сърбия и Черна гора. Гърция изпраща за участие на място свой представител – пълномощният министър в София Димитриос Панас. Османската делегация е ръководена от главнокомандващия Назим паша и включва Мустафа Решид паша (министър на търговията и земеделието), полковникът от Генералния щаб Али Риза бей и др. В това първо заседание гърците още не са пристигнали и с турците е решено смесена военна комисия да положи на терен демаркационната линия между позициите на двете армии.
- На 14 ноември от 13 ч. е второто заседание – то става в специалния вагон-салон на железопътния мост пред гр. Чаталджа. Понеже гърците все още не са пристигнали, се разискват българо-турски военни въпроси.
- На 16 ноември от 13 до 15 ч. е следващото заседание, в което за пръв път участват и гръцките пълномощници. Тъй като гръцките делегати не получават необходимите им инструкции, заседанието, насрочено за 18 ноември, не се осъществява и следващото е определено за 20 ноември.
- На 20 ноември е четвъртото и последно заседание. Композицията на българската делегация пристига от Чаталджа до моста на Кара-су в 16 часа. Надлъж по цялата бойна линия на българската позиция – на юг чак над град Каликратия и на север по Чаталджа докъдето поглед стига, както и по турските линии пред Цариград – от Боюкчекмеже до над Хадем кьой и Бахчеиш кьой и по-нататък, са обсипани с хора от двата воюващи народа, гледащи към долината, където са двата влака в очакване да се сложи краят на сраженията.[3] Заседанието е открито в 16:30 часа. Гръцките представители, неуспели да прокарат предаването на крепостта Янина, се оттеглят и се пристъпва към обсъждане на съставения от Данев протокол. Точно в 20:00 часа споразумението за примирие е подписано.[2] То определя, че примирието влиза в сила с полагането на подписите, формално час по-рано, и продължава, докато траят преговорите по сключването на Договор за мир, до техния благоприятен изход или до тяхното прекъсване. Всяка от воюващите страни при възобновяване на враждебните действия се задължава да обяви това 4 денонощия по-рано, смятано от 19 ч., след като главнокомандуващият на едната страна е съобщил това на главнокомандуващия на другата страна. Всички войски остават на заеманите позиции, като смесена комисия ще определи неутралната „ничия земя“ между тях. Договорен е срок от десет дни, в който да започнат преговори за сключване на мирен договор в Лондон. Османската страна се съгласява да не блокира българското Черноморие и да даде свободен железопътен превоз през Одрин на снабдяване, без оръжие и боеприпаси, на българските войски край Чаталджа.[4] Към 23 часа със силно и продължително изсвирване на локомотива влакът с българската делегация потегля обратно и към 1 часа след полунощ в българските части се получава по телефона разпореждане, че бойните действия се прекратяват.[3]

### Резултати
Съюзниците запазват всички територии, завзети от войските им във войната – Македония, Косово, Северна Албания, Беломорска Тракия и Одринска Тракия (частта на Източна Тракия до Чаталджа), а османците остават в удържаните от тях крепости Шкодра, Драч, Дебър, Одрин и на тяхната страна на Чаталджанската позиция. Турският флот е задължен да не блокира българското черноморско крайбрежие. Одринските турски сили се задължават да осигурят свободен подвоз по жп линията през града на припаси, без оръжие и муниции, за българската армия. Гръцкият делегат отказва да подпише примирието, поради отказа на османските представители да предадат крепостта Янина. По тази причина бойните действия в Епир продължават и по време на Лондонската мирна конференция. Боевете продължават и в Северна Албания, където сърби и черногорци обсаждат Шкодра. Примирието се спазва само на българо-турския фронт в Източна Тракия, но и тук то се задържа само около два месеца. На 10 януари 1913 г. в Цариград е извършен младотурски преврат. На 23 януари 1913 г. младотурците предприемат офанзиви при Чаталджа и Галиполи, с които е сложен край на Първото Чаталджанско примирие.

## Второ Чаталджанско примирие – 1913
Второто Чаталджанско примирие е сключено отново на Чаталджа на 31 март 1913 г. (ст. ст.), влязло в сила в 12:00 часа на следващия ден – 1 април 1913 г.
На 21 март 1913 г. от 11:00 до 14:30 ч. цар Фердинанд събира Коронния съвет в щабния си личен вагон на одринската гара Караагач. Решено е, след като вече е превзет Одрин, да се установи примирие и на ген. Ст. Тошев е разпоредено да го договори при следните условия: прекратяване на военните действия по всички фронтове между двете воюващи армии; смесени комисии да определят неутралните зони на Чаталджа и Булаир; ако след десетдневен срок предварителните условия за мира не бъдат приети от двете държави, спирането на огъня може да бъде продължено по взаимно съгласие; ако се наложи подновяване на бойните действия, предупреждението се отправя 48 часа по-рано.
На 31 март 1913 г. в 12ː30 ч. началниците на авангардните съединения при Чаталджа и Булаир ген. Тошев и Зия паша се срещат на предните постове на 6-и търновски полк източно от Чаталджа. Всички условия на Българското главно командуване са приети. Вечерта в 19:50 ч. помощник-главнокомандуващият ген. Михаил Савов от Главната квартира, пребазирана от 13 март в Одрин, издава заповед до войската: „От утре, 1 април, 12 часа по пладне, военните действия се прекратяват.“ Назначават се българските представители в комисиите по прокарването на разграничителните линии на Чаталджа и Булаир. Предвид опасенията от усложнения със Сърбия и Гърция генерал Савов съобщава на Министерския съвет, че „всичко е станало устно“, споразумението се опира „на честна офицерска дума“, никакъв документ не се подписал и няма да се подписва.
Примирието е окончателно и слага край на бойните действия в тази Балканска война до 29 юни 1913 година, когато турците нарушават Лондонския мирен договор при Междусъюзническата война, реокупирайки останалата без българска войскова отбрана Одринска Тракия и извършват геноцида над тракийските българи. На 11 юли турските войски преминават и българската граница от 1912 г., опожаряват ред български села и прогонват населението на север. В началото на август, под ултимативен натиск от Русия и Великобритания, османските войски са изтеглени в обезбългарената от тях Одринска Тракия зад довоенната граница.